# Херст, Джефф
Сэр Дже́ффри Чарлз Херст (англ. Geoffrey Charles Hurst; родился 8 декабря 1941, Аштон-андер-Лайн, графство Ланкашир, Великобритания), более известный как Джефф Херст (англ. Geoff Hurst) — английский футболист и футбольный тренер. Имеет рыцарское звание, член ордена Британской империи. Наиболее известен по выступлениям за клуб «Вест Хэм Юнайтед» и национальную сборную Англии на позиции центрфорварда.
Прославился как первый игрок в истории футбола, сумевший забить три гола в ворота соперников (т. н. «хет-трик») в финальном матче мирового первенства, который был зафиксирован в 1966 году на лондонском стадионе «Уэмбли» во время матча Англия — ФРГ, завершившегося со счётом 4:2 в пользу англичан. Это достижение тем более удивительно, что к тому времени Херст провёл всего лишь пять месяцев в составе национальной сборной, успев сыграть восемь матчей и отнюдь не считался ведущим среди английских игроков.

## Ранние годы
Джеффри Чарлз Херст родился в небольшом городке Аштон-андер-Лайн (графство Ланкашир), в возрасте 8 лет вместе с семьёй перебрался в Челмсфорд (графство Эссекс). Там же начал посещать начальную школу Кингс Роуд, ту самую, где теперь находится мемориальная доска в его честь. Его отец был футболистом, и хотя не стяжал на этом поприще лавров, сумел увлечь сына этой игрой. Хёрст начал играть за юношескую сборную (т. н. «воскресную команду») в Тандриджской лиге, в Чипстеде, графство Суррей, был замечен и приглашён играть в свою первую взрослую команду — «Вест Хэм Юнайтед».
Вначале выступал в клубе на позиции полузащитника, но по инициативе менеджера клуба Рона Гринвуда сменил амплуа на нападающего. В 1964 году в драматичном финальном матче Кубка Англии, проходившем на «Уэмбли», Херст смог отличиться, забив второй мяч своей команды, сравняв счёт (2:2). Матч закончился победой «Вест Хэм» со счётом 3:2. В следующем году ему опять довелось сыграть на «Уэмбли», на этот раз в финале Кубка обладателей кубков УЕФА. Матч закончился вновь победой «Вест Хэм», выигравшего у «Мюнхен 1860» со счётом 2:0. В 1966 году он играл за свою команду в финале Кубка Футбольной лиги, где «Вест Хэм» уступил «Вест Бромвич Альбион». В том же 1966 году главный тренер сборной Англии Альф Рамсей приглашает его в национальную команду.
Херст также пробовал свои силы в крикете, выступая за команду Эссекса в трёхдневной игре против Ланкашира. Матч проводился в Эйбруте в 1962 году. Дебют Хёрста в этом виде спорта нельзя было назвать успешным, несмотря на то, что ему удалось остаться на поле после первого иннинга (закончив его с нулевым результатом), во втором Колин Хилтон вывел его из игры (вновь со счетом 0). Впрочем, ещё несколько раз он пробовал свои силы в крикете, играя за Эссекс в 1963 и 1964 году, но затем окончательно сосредоточился на футболе.

## Чемпионат мира 1966 года
Херст с самого начала хорошо зарекомендовал себя в национальной сборной, однако, настоящим экзаменом для него должно было стать мировое первенство 1966 года. Дело в том, что практически в последний момент тренеру Рамсею пришлось пересмотреть будущую игровую стратегию, построенную в расчёте на взаимодействие пары Джимми Гривз — Роджер Хант. Действительно, Гривз и Хант сыграли ведущую роль в трёх первых матчах против сборных Уругвая, Мексики и Франции, однако, во время последнего Гривз получил серьёзную травму ноги, потребовавшую наложения швов, и Херсту пришлось заменить его в четвертьфинальном матче против сборной Аргентины. В основную тройку входили кроме него капитан команды Бобби Мур и молодой полузащитник Мартин Питерс.
Шансы аргентинской сборной были достаточно высоки, однако же, из-за слишком грубого стиля игры в результате которой судейским решением один из игроков был удалён с поля, они оставались в меньшинстве. Игра подходила к концу при нулевом счёте, когда Питерс с левого края поля мощно закрутил мяч в направлении ворот соперников, и Херст, развивая атаку, отправил мяч в верхний угол ворот. Англия победила со счётом 1:0 и таким образом, вышла в полуфинал первенства.
По состоянию здоровья Гривз также не смог участвовать в матче против Португалии, так что в нападении снова доминировали Хант и Херст. Англия выиграла со счётом 2:1, благодаря двум результативным ударам Бобби Чарльтона. С приближением финала (в который также вышла сборная ФРГ), в прессе всё громче стали раздаваться голоса, требующие возврата на поле Гривза, к тому времени уже достаточно поправившего своё здоровье. Считалось, что именно он, как ведущий игрок английской сборной, сумеет обеспечить победу своей команде, однако же Рамсей был непреклонен. Он уведомил Гривза и Херста о своём решении за несколько дней до финала, обосновав его тем, что замены в последний момент без острой на то необходимости не считаются приемлемыми.

### Гол-«фантом»

Третий гол Херста в воротах сборной ФРГ

В финальном матче на «Уэмбли» был забит, наверное, самый спорный мяч в истории чемпионатов мира. Приняв мяч в районе одиннадцатиметровой отметки спиной к воротам, Херст развернулся и пробил в падении. Мяч, ударившись о перекладину, отскочил вертикально вниз и вылетел обратно в поле, при этом не было ясно, коснулся он земли перед линией ворот или за ней. Главный арбитр Динст остановил игру и обратился к боковому за консультацией. После уверенного кивка советского судьи Тофика Бахрамова, несмотря на протесты немецких футболистов, было принято решение засчитать гол.

## Тренерская работа
| Команда | Страна | Начало работы    | Завершение работы | Показатели | Показатели | Показатели | Показатели | Показатели |
| Команда | Страна | Начало работы    | Завершение работы | И          | В          | Н          | П          | % побед    |
| ------- | ------ | ---------------- | ----------------- | ---------- | ---------- | ---------- | ---------- | ---------- |
| Челси   | Англия | 13 сентября 1979 | 30 апреля 1981    | 84         | 35         | 20         | 29         | 041,7      |

## Достижения

### Командные достижения
«Вест Хэм Юнайтед»
- Обладатель Кубка Англии: 1963/64
- Обладатель Суперкубка Англии: 1964 (разделённая победа)
- Победитель Кубка обладателей кубков УЕФА: 1964/65
- Финалист Кубка Футбольной лиги: 1965/66

Сборная Англии
- Чемпион мира: 1966
- Бронзовый призёр чемпионата Европы: 1968
- Победитель Домашнего чемпионата Великобритании (4): 1965/66, 1968/69, 1969/70*, 1970/71 (* — разделённые победы)

### Личные достижения
- Лучший бомбардир в истории Кубка Футбольной лиги: 49 голов[3]
- Рекордсмен «Вест Хэм Юнайтед» по количеству голов в одном матче: 6 голов[4]
- Лучший игрок сезона в «Вест Хэм Юнайтед» (3): 1965/66, 1966/67, 1968/69
- Награда АФЖ за заслуги перед футболом: 1998
- Включён в список 100 легенд Футбольной лиги: 1998
- Включён в Зал славы английского футбола: 2004

## Статистика выступлений
| Клуб                   | Сезон            | Лига | Лига | Кубки | Кубки | Еврокубки | Еврокубки | Прочие | Прочие | Итого | Итого |
| Клуб                   | Сезон            | Игры | Голы | Игры  | Голы  | Игры      | Голы      | Игры   | Голы   | Игры  | Голы  |
| ---------------------- | ---------------- | ---- | ---- | ----- | ----- | --------- | --------- | ------ | ------ | ----- | ----- |
| Вест Хэм Юнайтед       | 1958/59          | 0    | 0    | 0     | 0     | 0         | 0         | 1      | 0      | 1     | 0     |
| Вест Хэм Юнайтед       | 1959/60          | 3    | 0    | 0     | 0     | 0         | 0         | 1      | 0      | 4     | 0     |
| Вест Хэм Юнайтед       | 1960/61          | 6    | 0    | 0     | 0     | 0         | 0         | 0      | 0      | 6     | 0     |
| Вест Хэм Юнайтед       | 1961/62          | 24   | 1    | 3     | 0     | 0         | 0         | 0      | 0      | 27    | 1     |
| Вест Хэм Юнайтед       | 1962/63          | 27   | 13   | 2     | 2     | 0         | 0         | 0      | 0      | 29    | 15    |
| Вест Хэм Юнайтед       | 1963/64          | 37   | 14   | 13    | 12    | 0         | 0         | 0      | 0      | 50    | 26    |
| Вест Хэм Юнайтед       | 1964/65          | 42   | 17   | 2     | 2     | 9         | 0         | 1      | 1      | 54    | 20    |
| Вест Хэм Юнайтед       | 1965/66          | 39   | 23   | 14    | 15    | 6         | 2         | 0      | 0      | 59    | 40    |
| Вест Хэм Юнайтед       | 1966/67          | 41   | 29   | 8     | 12    | 0         | 0         | 0      | 0      | 49    | 41    |
| Вест Хэм Юнайтед       | 1967/68          | 38   | 19   | 6     | 6     | 0         | 0         | 0      | 0      | 45    | 25    |
| Вест Хэм Юнайтед       | 1968/69          | 42   | 25   | 6     | 6     | 0         | 0         | 0      | 0      | 48    | 31    |
| Вест Хэм Юнайтед       | 1969/70          | 39   | 16   | 3     | 2     | 0         | 0         | 0      | 0      | 42    | 18    |
| Вест Хэм Юнайтед       | 1970/71          | 39   | 15   | 2     | 1     | 0         | 0         | 0      | 0      | 41    | 16    |
| Вест Хэм Юнайтед       | 1971/72          | 34   | 8    | 14    | 8     | 0         | 0         | 0      | 0      | 48    | 16    |
| Вест Хэм Юнайтед       | Итого            | 411  | 180  | 73    | 66    | 15        | 2         | 3      | 1      | 502   | 249   |
| Сток Сити              | 1971/72          | 0    | 0    | 1     | 0     | 0         | 0         | 0      | 0      | 1     | 0     |
| Сток Сити              | 1972/73          | 38   | 10   | 3     | 2     | 2         | 1         | 0      | 0      | 43    | 13    |
| Сток Сити              | 1973/74          | 35   | 12   | 5     | 1     | 0         | 0         | 5      | 2      | 45    | 15    |
| Сток Сити              | 1974/75          | 35   | 8    | 4     | 3     | 1         | 0         | 0      | 0      | 40    | 11    |
| Сток Сити              | Итого            | 108  | 30   | 13    | 6     | 3         | 1         | 5      | 2      | 129   | 39    |
| Кейптаун Сити (аренда) | 1973             | 8    | 5    | 0     | 0     | -         | -         | 0      | 0      | 8     | 5     |
| Кейптаун Сити (аренда) | Итого            | 8    | 5    | 0     | 0     | 0         | 0         | 0      | 0      | 8     | 5     |
| Вест Бромвич Альбион   | 1975/76          | 10   | 2    | 2     | 0     | -         | -         | 0      | 0      | 12    | 2     |
| Вест Бромвич Альбион   | Итого            | 10   | 2    | 2     | 0     | 0         | 0         | 0      | 0      | 12    | 2     |
| Корк Селтик            | 1975/76          | 3    | 3    | 0     | 0     | 0         | 0         | 0      | 0      | 3     | 3     |
| Корк Селтик            | Итого            | 3    | 3    | 0     | 0     | 0         | 0         | 0      | 0      | 3     | 3     |
| Сиэтл Саундерс         | 1976             | 24   | 9    | -     | -     | -         | -         | -      | -      | 24    | 9     |
| Сиэтл Саундерс         | Итого            | 24   | 9    | 0     | 0     | 0         | 0         | 0      | 0      | 24    | 9     |
| Всего за карьеру       | Всего за карьеру | 564  | 229  | 88    | 72    | 18        | 3         | 8      | 3      | 678   | 307   |